# Sodiaal
Groupe Sodiaal SA — французская группа молочных кооперативов, входит в двадцатку крупнейших в мире производителей молочной продукции. Штаб-квартира расположена в XIV округе Парижа.

## История
Молочные кооперативы появились во Франции в начале XIX века, но долгое время оставались небольшими и региональными. В 1960-х годах начали образовываться региональные объединения кооперативов, а в 1964 году 6 таких объединений сформировали группу SODIMA (Société de Diffusion de Marques, «Общество распространения торговых марок»). В 1965 году была запущена торговая марка молокопродуктов Yoplait. Новый бренд быстро завоевал популярность, уже в конце 1960-х годов SODIMA начала лицензировать его использование в других странах. В 1971 году был запущен ещё один бренд, Candia, под которым продавалось свежее и пастеризованное молоко, в 1973 году началось производство сыра под брендом Richesmonts, в 1975 году появилось витаминизированное молоко Viva, а в 1976 году — ароматизированное молоко Candy.
К 1977 году торговая марка Yoplait была лицензирована производителям в 22 странах, в частности, в США франшизу приобрела компания General Mills. В 1982 году был открыт научно-исследовательский институт Yoplait International Institute, а в 1985 году была создана дочерняя компания SODIMA International. В 1989 году был открыт молокозавод в Тяньцзине (КНР).
В 1990 году SODIMA сменила название на SODIAAL (Société de Diffusion Internationale Agro-Alimentaire). Также в 1990 году в Великобритании было создано совместное предприятие Yoplait Dairy Crest. К середине 1990-х годов выручка Sodiaal превысила 17 млрд франков. Во второй половине 1990-х годов группа начала нести убытки из-за падения мировых цен на сухое молоко и сливочное масло. В 1997 году были созданы дочерние компании в Польше и Тунисе. Выручка Sodiaal за 1999 год составила 2,7 млрд евро, чистый убыток — 15 млн евро.
В 2011 году был куплен производитель сыра Entremont, а в 2013 году — Fromageries de Blâmont. В 2014 году был поглощён кооператив сыроделов Окситании 3A, а в 2016 году — молочный кооператив Haute-Normandie. В 2021 году была выкуплена доля General Mills в производителе йогуртов Yoplait.

## Собственники и руководство
Совладельцами Sodiaal являются фермеры, пай фермера пропорционален объёму сдаваемого молока, однако каждый фермер имеет один голос на собраниях. С 2020 года сотрудники заводов также могут приобретать акции кооператива. На национальном уровне есть три руководящих органа: бюро, совет директоров и исполнительный комитет. Также есть 8 региональных советов и 28 местных секций.
Жан-Мишель Жавель (Jean-Michel Javelle) — председатель совета директоров с июня 2024 года.
Антуан Коллетт (Antoine Collette) — генеральный директор с июля 2023 года; ранее работал в таких компаниях, как Danone, Kraft Foods и Henkel.

## Деятельность

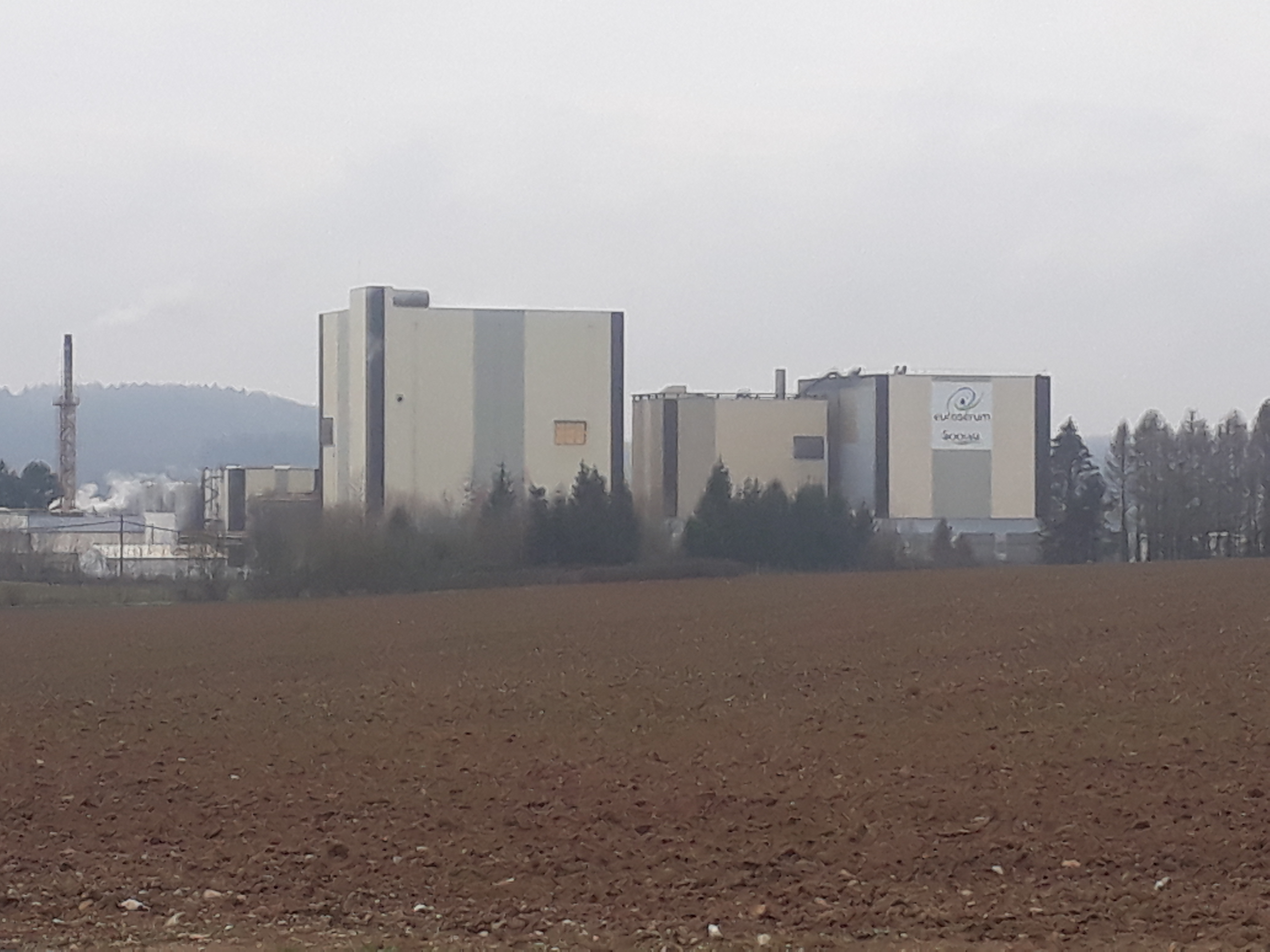
Завод Eurosérum в Пор-сюр-Сон

По состоянию на 2023 год в группу кооперативов входили 15 295 фермеров (8523 фермы). За год было собрано 4,2 млрд литров молока (20 % производства молока во Франции). Группе принадлежит 53 молокозавода.
Подразделения по состоянию на 2023 год:
- молоко, сливки и масло — свежее и ультрапастеризованное молоко, сливки, сливочное масло; основными брендами являются Candia, Viva, Candy’Up; выручка 1,5 млрд евро;
- сыры — производство сыров; основным брендом является Entremont; выручка 1,4 млрд евро;
- йогурты — производство йогуртов, в том числе из заменителей молока; основными брендами являются Yoplait и Yop; выручка 1,1 млрд евро;
- питание и ингредиенты — сухое и сгущённое молоко, сыворотка, основными брендами являются Nactalia, Bonilait, Eurosérum и Régilait; выручка 730 млн евро.

Зарубежная деятельность заключается в лицензировании брендов и экспорте; включает 5 дочерних компаний в Европе (Великобритания, Испания, Италия, Бельгия и Германия) и экспортные офисы в Японии, Сингапуре, США и КНР.

## Критика
Один из выпусков французской телепрограммы журналистских расследований Cash Investigation был посвящён группе Sodiaal. В программе утверждалось, что руководство группы использует частные компании, зарегистрированные в Люксембурге, для сокрытия прибыли от членов кооперативов.